# 酒井美帆
酒井 美帆（さかい みほ、1991年3月19日 - ）は、セント・フォース所属のフリーアナウンサー。元テレビ新潟放送網アナウンサー、報道記者。

## 来歴
神奈川県平塚市出身。平塚市立浜岳中学校、神奈川県立希望ケ丘高等学校、日本女子大学人間社会学部現代社会学科卒業。同大学在学中の2012年、ミス日本コンテストにおいて、この年から新設されたミス日本「水の天使」の初代受賞者に選ばれる。
2014年、テレビ新潟入社。アナウンス部に配属され、県内ニュースなどを担当。
2015年からは報道部兼務となり、司法記者として事件、事故などの取材もするようになった。同年10月より、『夕方ワイド新潟一番』県内ニュース番組のキャスターを担当。
2017年3月、第38回・NNSアナウンス大賞最優秀新人賞を受賞。
テレビ新潟在籍中の2018年2月、NHKが公表した資料に次年度の『国際報道2018』に抜擢されることが記載された。同年3月に同社を退社、セント・フォースに所属。同年4月より、NHKの『国際報道2018』に出演。

## 人物
- 中学校時代に新体操部に所属。 2004年の全国中学新体操選手権で準優勝。[8]。
- 高校ではジャズダンスを習っていた。
- PADIレスキュー・ダイバー資格を持つ。安全にダイビングする知識を持っているのはもちろん、危険を未然に防ぐ行動や意識の無い人への対処などの知識を持っている。
- 2022年には、PADI アンバサダイバーに就任[9]。

## 出演
現在
- 国際報道2024（NHK BS1（2023年11月まで）→NHK BS（2023年12月から）、2018年4月 - ）

過去
- 夕方ワイド新潟一番（テレビ新潟）
- 新春討論！経済３団体トップに問う・日本経済2024（NHK BS  2024年1月5日）

## その他
- 原色美人キャスター大図鑑2022（2022年1月19日、文藝春秋 )
- 原色美人キャスター大図鑑2024（2024年2月6日、文藝春秋 )
- セント・フォース30周年記念メモリアルブック『Jewels』（2024年12月3日、小学館)